# Tournoi de beach-volley de Milan
Le tournoi de beach-volley de Milan est l'une des manches à avoir été inscrite au calendrier du FIVB Beach Volley World Tour, le circuit professionnel mondial de beach-volley sous l'égide de la Fédération internationale de volley-ball.
La compétition se tient à trois reprises entre 2003 et 2005 dans la ville italienne de Milan.

## Éditions
| # | Année | Date messieurs | Date dames         | Catégorie    | Site                                                | Diffuseur TV |
| - | ----- | -------------- | ------------------ | ------------ | --------------------------------------------------- | ------------ |
| 1 | 2003  | -              | 3 au 7 septembre   | Tournoi open | Piazza Sempione et Largo Beltrami                   | LA7          |
| 2 | 2004  | -              | 1er au 5 septembre | Tournoi open | Piazza Sempione, Largo Beltrami et Piazza del Duomo | Rai          |
| 3 | 2005  | -              | 8 au 12 juin       | Tournoi open | Piazza Sempione, Largo Beltrami et Piazza del Duomo | Rai          |

## Palmarès

### Dames
| Année | Vainqueurs                           | Finalistes                             | Troisième place                     |
| ----- | ------------------------------------ | -------------------------------------- | ----------------------------------- |
| 2003  | Jia Tian et Fei Wang                 | Adriana Behar et Shelda Bede           | Dianne DeNecochea et Nancy Reynolds |
| 2004  | Shelda Bede et Adriana Behar         | Shaylyn Bede et Renata Ribeiro         | Eva Celbova Rysava et Sona Novakova |
| 2005  | Juliana Felisberta et Larissa França | Vasiliki Arvaniti et Vasso Karadassiou | Stephanie Pohl et Okka Rau          |

## Tableau des médailles

### Dames
| Nation             | Or | Argent | Bronze | Total |
| ------------------ | -- | ------ | ------ | ----- |
| Brésil             | 2  | 2      | -      | 4     |
| Chine              | 1  | -      | -      | 1     |
| Grèce              | -  | 1      | -      | 1     |
| États-Unis         | -  | -      | 1      | 1     |
| République tchèque | -  | -      | 1      | 1     |
| Allemagne          | -  | -      | 1      | 1     |